# Pik Nansen
Der Pik Nansen (russisch Пик Нансена) ist ein 5697 m hoher Berg im Tian-Shan-Gebirge im Osten Kirgisistans nahe der Grenze zu Xinjiang (VR China).
Der nach dem Pik Schokalskowo zweithöchste Berg der Engiltschekkette wurde nach Fridtjof Nansen benannt.
Nördlich des Pik Nansen endet der Südliche Engiltschek-Gletscher, mit rund 60 Kilometern Länge einer der größten Gletscher außerhalb der Polarregionen. Im Süden des Berges befindet sich der Kaindy-Gletscher. Rund 14,4 Kilometer westlich befindet sich der erst 2003 bestiegene und benannte Pik Alexander von Humboldt.

## Karten
- Blatt 0/14 Inylchek – Tien Shan, Kyrgyzstan, Alpenvereinskarte 1:100.000
- Kartenblatt k-44-14 der Sowjetischen Generalstabskarte 1:200.000
- Kartenblatt k-44-064 der Sowjetischen Generalstabskarte 1:100.000